# Listă de colembole din Republica Moldova
Lista colembolelor din Republica Moldova cuprinde peste 200 de specii.

## FamiliaHypogastruridae
- Choreutinula (Paclt, 1944)
  - Choreutinula inermis (Tullberg, 1871)
- Schoettella (Schäffer, 1896)
  - Schoettella ununguiculata (Tullberg, 1869)
- Hypogastrura (Bourlet, 1839)
  - Hypogastrura assimilis (Krausbauer, 1898)
  - Hypogastrura crassaegranulata (Stach, 1949)
  - Hypogastrura manubrialis (Tullberg, 1869)
  - Hypogastrura purpurescens (Lubbock, 1867)
  - Hypogastrura socialis (Uzel, 1891)
  - Hypogastrura vernalis (Carl, 1901)
  - Hypogastrura viatica (Tullberg, 1872)
- Ceratophysella (Börner, 1932)
  - Ceratopysella armata (Nicolet, 1841)
  - Ceratopysella bengtssoni (Ågren, 1904)
  - Ceratopysella denticulata (Bagnall, 1941)
  - Ceratopysella engadinensis (Gisin, 1949)
  - Ceratopysella granulata (Stach, 1949)
  - Ceratopysella succinea (Gisin, 1949)
- Xenylla (Tullberg, 1869)
  - Xenylla andrzeji (Bușmachiu & Weiner, 2008)
  - Xenylla boerneri (Axelson, 1905)
  - Xenylla brevicauda (Tullberg, 1869)
  - Xenylla brevisimilis brevisimilis (Stach, 1949)
  - Xenylla corticalis (Börner, 1901)
  - Xenylla maritima (Tullberg, 1869)
  - Xenylla uniseta (Gama, 1963)
- Willemia (Börner, 1901)
  - Willemia intermedia (Mills, 1934)
  - Willemia scandinavica (Stach, 1949)
- Orogastrura (Deharvend & Gers, 1979)
  - Orogastrura parva (Gisin, 1949)

## FamiliaOdontellidae
- Superodontella (Stach, 1949)
  - Superodontella empodialis (Stach, 1934)
  - Superodontella lamellifera (Axelson, 1903)
  - Superodentella montemaceli (Arbea &Weiner, 1992)
- Axenyllodes (Stach, 1949)
  - Axenyllodes bayeri (Kseneman, 1935)
- Stachia (Folsom, 1932)
  - Stachia populosa (Selga, 1963)

## FamiliaBrachystomellidae
- Brachystomella (Ågren, 1903)
  - Brachystomella curvula (Gisin, 1948)
  - Brachystomella parvula (Schäffer, 1896)

## FamiliaNeanuridae
- Friesea (Dalla Torre, 1895)
  - Friesea afurcata (Denis, 1926) sensu Denis, 1927)
  - Friesea mirabilis (Tullberg, 1871)
  - Friesea octooculata (Stach, 1949)
  - Friesea truncata (Cassagnau, 1958)
- Pseudachorutella (Stach, 1949)
  - Pseudachorutella asigillata (Börner, 1901)
- Pseudachorutes (Tullberg, 1871)
  - Pseudachorutes boerneri (Schött, 1902)
  - Pseudachorutes dubius (Krausbauer, 1898)
  - Pseudachorutes janstachi (Kaprus & Weiner, 2009)
  - Pseudachorutes parvulus (Börner, 1901)
  - Pseudachorutes pratensis (Rusek, 1973)
  - Pseudachorutes subcrassus (Tullberg, 1871)
- Micranurida (Börner, 1901)
  - Micranurida anophthalmica (Stach, 1949)
  - Micranurida pygmaea (Börner, 1901)
- Anurida (Laboulbéne, 1865)
  - Anurida ellipsoides (Stach, 1920)
  - Anurida tullbergi (Schött, 1891)
- Morulina (Börner, 1906)
  - Morulina verrucosa (Börner, 1903)
- Neanura (Mac Gillivray, 1893)
  - Neanura minuta (Gisin, 1963)
  - Neanura moldavica (Bușmachiu & Deharveng, 2008)
  - Neanura muscorum (Templeton, 1835)
- Deutonura (Cassagnau, 1979)
  - Deutonura albella (Stach, 1920)
  - Deutonura conjuncta (Stach, 1926)
  - Deutonura stachi (Gisin, 1952)
- Endonura (Cassagnau, 1979)
  - Endonura gracilirostris (Smolis, Skarzynski, Pomorski & Kaprus, 2007)
- Thaumanura (Börner, 1932)
  - Thaumanura carolii (Stach, 1920)
- Lathriopyga (Caroli, 1910)
  - Lathriopyga nistru (Bușmachiu, Deharveng & Weiner, 2010)

## FamiliaOnychiuridae
- - Tetrodontophorura (Reuter, 1882)
  - Tetrodontophora bielanensis (Waga, 1842)
- Kalaphorura (Absolon, 1901)
  - Kalaphorura paradoxa (Schäffer, 1900)
- Hymenaphorura (Bagnall, 1948)
  - Hymenaphorura polonica (Pomorski, 1990)
- Micraphorura (Bagnall, 1949)
  - Micraphorura absoloni (Börner, 1901)
  - Micraphorura uralica (Khanislamova, 1986)
- Dimorphaphorura (Bagnall, 1949)
  - Dimorphaphorura irinae (Thibaud & Taraschuk, 1997)
- Protaphorura (Absolon, 1901)
  - Protaphorura armata (Tullberg, 1869)
  - Protaphorura campata (Gisin, 1952)
  - Protaphorura cancellata (Gisin, 1956)
  - Protaphorura fimata (Gisin, 1952)
  - Protaphorura gisini (Haybach, 1960)
  - Protaphorura pannonica (Haybach, 1960)
  - Protaphorura sakatoi (Yosii, 1966)
  - Protaphorura subarmata (Gisin, 1957)
- Thalassaphorura (Bagnall, 1949)
  - Thalassaphorura alborufescens (Volger, 1895)
  - Thalassaphorura encarpata (Denis, 1931)
  - Thalassaphorura tovtrensis (Kaprus & Weiner, 1994)
- Agraphorura (Pomorski, 1998)
  - Agraphorura naglitschi (Gisin, 1960)
- Deuteraphorura (Absolon, 1901)
  - Deuteraphorura silvaria (Gisin, 1952)
- Orthonychiurus (Stach, 1954)
  - Orthonychiurus rectopapillatus (Stach, 1933)
  - Orthonychiurus stachianus (Bagnall, 1939)
- Onychiuroides (Bagnall, 1948)
  - Onychiuroides granulosus (Stach, 1930)
- Jevania (Rusek, 1978)
  - Jevania weineriae (Rusek, 1978)
- Doutnacia (Rusek, 1974)
  - Doutnacia xerophila (Rusek, 1974)
- Mesaphorura (Börner, 1901)
  - Mesaphorura critica (Ellis, 1976)
  - Mesaphorura hygrophila (Rusek, 1971)
  - Mesaphorura hylophila Rusek, 1982)
  - Mesaphorura italica (Rusek, 1971)
  - Mesaphorura jarmilae (Rusek, 1982)
  - Mesaphorura krausbaueri (Börner, 1901)
  - Mesaphorura macrochaeta (Rusek, 1976)
  - Mesaphorura sylvatica (Rusek, 1971)
  - Mesaphorura yosii (Rusek, 1967)
- Metaphorura (Stach, 1954)
  - Metaphorura affinis (Börner, 1902)
- Neotullbergia (Bagnall, 1935)
  - Neotullbergia crassicuspis (Gisin, 1944)
- Stenaphorura (Absolon, 1900)
  - Stenaphorura denisi (Bagnall, 1935)
  - Stenaphorura quadrispina (Börner, 1901)
- Karlstejnia (Rusek, 1974)
  - Karlstejnia rusekiana (Weiner, 1983)

## FamiliaIsotomidae
- Tetracanthella (Schött, 1891)
  - Tetracanthella pilosa (Schött, 1891)
  - Tetracanthella wahlgreni (Axelson, 1907)
- Anurophorus (Nicolet, 1842)
  - Anurophorus cuspidatus (Stach, 1920)
- Pseudanurophorus (Stach, 1922)
  - Pseudanurophorus octoculatus (Martynova,1971)
- Folsomides (Stach, 1922)
  - Folsomides angularis (Axelson, 1905)
  - Folsomides marchicus (Frenzel, 1941)
  - Folsomides parvulus (Stach, 1922)
- Subisotoma (Stach, 1947)
  - Subisotoma pusilla (Schäffer, 1900)
  - Isotomodes (Linnaniemi, 1907)
  - Isotomodes productus (Axelson, 1906)
  - Isotomodes sexsetosus sexsetosus (Gama, 1963)
- Folsomia (Willem, 1902)
  - Folsomia candida (Willem, 1902)
  - Folsomia manolachei (Bagnall, 1939)
  - Folsomia penicula (Bagnall, 1939)
  - Folsomia quadrioculala (Tullberg, 1871)
- Proisotoma (Börner, 1901)
  - Proisotoma minima (Absolon, 1901)
  - Proisotoma minuta (Tullberg, 1871)
- Ballistura (Börner, 1906)
- Ballistura schoetti (Dalla Torre, 1895)
  - Cryptopygus (Willem, 1901)
  - Cryptopygus bipunctatus (Axelson, 1903)
  - Cryptopygus thermophilus (Axelson, 1900)
- Isotomiella (Bagnal, 1939)
  - Isotomiella minor (Schäffer, 1896)
- Vertagopus (Börner, 1906)
  - Vertagopus arboreus (Linnaeus, 1758)
  - Vertagopus cinereus (Nicolet, 1841)
- Parisotoma (Bagnal, 1940)
  - Parisotoma notabilis (Schäffer, 1896)
- Desoria (Nicolet, 1841)
  - Desoria fennica (Reuter, 1895) 
  - Desoria germanica (Hüther & Winter, 1961)
  - Desoria nivea (Schäffer, 1896)
  - Desoria olivacea (Tullberg, 1871)
  - Desoria propinqua (Axelson, 1902) 
  - Desoria tigrina (Nicolet, 1842)
  - Desoria trispinata (Mac Gillivray, 1896)
  - Desoria violacea (Tullberg, 1876)
- Isotoma (Bourlet, 1839)
  - Isotoma anglicana (Lubbock, 1862)
  - Isotoma riparia (Nicolet, 1842)
  - Isotoma viridis (Bourlet, 1839)
- Isotomurus (Börner, 1903)
  - Isotomurus palustris (Müller, 1776)

## FamiliaTomoceridae
- - Tomocerus (Nicolet, 1842)
  - Tomocerus minor (Lubbock, 1862)
  - Tomocerus vulgaris (Tullberg, 1871)
- Pogonognathellus (Paclt, 1944)
  - Pogonognathellus flavescens (Tullberg, 1871)
  - Pogonognathellus longicornis (Müller, 1776)
- Tomocerina (Yosii, 1955)
  - Tomocerina minuta (Tullberg, 1876)

## FamiliaEntomobryidae
- Orchesella (Templeton, 1835)
  - Orchesella albofasciata (Stach, 1960)
  - Orchesella cincta (Linnaeus, 1758)
  - Orchesella disjuncta (Stach, 1960)
  - Orchesella flavescens (Bourlet, 1839)
  - Orchesella frontimaculata (Gisin, 1946)
  - Orchesella maculosa (Ionesco, 1915)